# 호아킨 가르시아
호아킨 가르시아(스페인어: Roberto Joaquin Garcia, 2002년 9월 21일~)는 아르헨티나의 축구 선수로, CA 벨레스 사르스피엘드에서 수비수로 활동하고 있다.

## 구단 경력
2021년 3월, 데펜사 이 후스티시아와의 경기에서 1군 데뷔전을 치른 뒤, 2023년 1월에 2023년 10월 10일에 아틀레티코 투쿠만과의 경기에서 리그 득점을 기록했다.